# Колизей (группа)
«Колизе́й» — российская рок-группа, играющая в различных стилях (софт-метал, пауэр-метал, хэви-метал, альтернатива, хард-рок, поп-рок). Датой образования коллектива является начало 2007 года. За первый год своего существования группа отыграла более 30 концертов (в том числе и за границей).

## История
Официальный день рождения группы — 1 января 2007 года. Основными участниками группы стали музыканты группы Пилигрим. Из-за чего группу часто называли «бывшим Пилигримом» — что, на самом деле неверно. (Группа Пилигрим (не А.Ковалева) закончила своё существование летом 2006 года. Осенью 2006 начала собираться новая команда под названием «Колизей», которая появилась 1 января 2007 года).
Одним из первых участников стал Роман Валерьев. Он пригласил в новую группу двух своих товарищей и коллег по группе Пилигрим. Также, в репертуар группы Колизей Роман взял композиции, сочинённые им в годы работы с группами Эпидемия и Пилигрим.
Первым официальным релизом группы становится EP "Вместе Победим". Затем, в 2009-м году коллектив реализует дебютный альбом под названием "Сколько Дорог". Следом в 2010-м году в качестве новогоднего подарка для поклонников группа записывает сингл "Имя Твоё".
3 сентября 2010 года стало известно, что Колизей исполнит кавер-версию композиции «Колизей» группы Ария на трибьют-альбоме «A Tribute to Ария. XXV».
11 сентября 2010 года вокалист Евгений Егоров покидает группу, заявив об этом на концерте группы перед последней песней.
30 мая 2011 года в прямом эфире по радио Ногинск 104.9 FM коллектив объявляет о новом вокалисте. Им становится Дмитрий Скиданенко. В этом же эфире группа представляет новый сингл «Неоновый Цветок» в обновлённом составе.
Через несколько дней 10 июня коллектив представляет нового клавишника группы - Дмитрия Смирнова.
24 июня 2011 года Колизей объявляет себя участником трибьют-альбома «A Tribute to Чёрный Обелиск. XXV». и в последующем исполняет кавер-версию легендарной композиции «Стена».
8 октября 2011 года группу покидает Дмитрий Смирнов. Следом, 24 октября из коллектива уходит гитарист Игорь Саркисьян.
28 мая 2012 года продюсерский центр MINDCRUSHER HEAVY POWER объявляют о старте презентационной кампании проекта «A TRIBUTE TO МАСТЕР. XXV». Группа «Колизей» принимает в нём участие и исполняет композицию «Одиночество».
24 июня 2013 г. на лейбле CD-Maximum выходит TRIBUTE TO МАВРИН XV, на котором «Колизей» так же оставляет свой отпечаток и исполняет песню «Город, Стоящий у Солнца». Для многих слушателей участие коллектива в этом трибьюте оказалось большим сюрпризом, т. к. в этот момент вокалист Дмитрий Скиданенко служил на флоте. Но, к счастью, у Дмитрия была возможность записаться на месте и отправить вокальные дорожки своим коллегам.
1 октября 2013 года группа выпускает свой второй полноформатный альбом под названием «Жить Чтобы Жить». В этот альбом входит большинство композиций, написанных ещё до момента выхода дебютного альбома. Однако реализовать материал удалось лишь обновлённому составу спустя 4 года.
20 марта 2015 года группа реализует долгожданный релиз - интернет-сингл "Серебряное Солнце".
На следующий день, 21 марта группа выступает с презентацией новоиспечённого сингла и объявляет нового постоянного участника коллектива - гитариста Александра Казарина.
9 июля 2015 года Колизей выпускает очередной интернет-сингл под названием "Только Вспомни".
29 июля 2016 года группа объявляет о новом постоянном участнике коллектива - Екатерине Сорокиной, которая занимает место за ударной установкой.
29 декабря 2016 года группа Колизей совместно с Ириной Василенко (гр. Mysterya) выпускает новогодний клип на песню "Последний День в Году".
В январе 2018 года выходит концептуальный альбом "Два Диска", в котором приняло участие множество сторонних музыкантов и вокалистов.
20 июля 2018 года группа выпускает кавер на композицию "New Divide" в честь годовщины со дня смерти Честера Беннингтона.
7 декабря 2018 года Дмитрий Скиданенко покидает группу, написав об этом в соц. сетях.
В феврале 2021 года группа объявляет о новом вокалисте, которым стал  Сергей Подкосов (ex-Храм Заката, ex-Харизма, ex-Арктида), и выпускает с ним сингл «Не время уходить», в который вошли три композиции: «Открой мне дверь», «Не время уходить», «Гаснут души».
29 декабря 2021 года «Колизей» выпускает новогодний сингл с участием солистки Театра «Градский Холл» Елены Мининой под названием «Последний день в году».
1 января 2022 года группа принимает участие в 16-й серии самого громкого зимнего метал-фестиваля «ГЛАВНАЯ METAL-ЁЛКА СТРАНЫ».

## Состав

### Нынешний состав
- Роман Валерьев — гитара (с момента основания)
- Алексей Колюхов — бас (с момента основания)
- Екатерина Сорокина — ударные (с 2016)
- Александр Казарин — гитара (с 2015)
- Сергей Подкосов - вокал (с 2020)

### Бывшие участники
- Дмитрий Скиданенко — вокал (2011 - 2018)
- Евгений Егоров — вокал (2007—2010)
- Сергей Полунин — гитара (2007)
- Игорь Саркисьян — гитара (2007—2011)
- Александр Тавризян — клавиши (2010)
- Дмитрий Смирнов — клавиши (2011)
- Влад Алексеенко — ударные (2007)
- Василий Горшков — ударные (2007—2008, май 2010—2014)
- Дмитрий Ковалёв — ударные (2009-2010, 2013-2015 - сессионно)
- Алексей Батанов — ударные (2009)

### Сессионные участники
- Илья Лемур — вокал (сентябрь 2010)
- Артем Ефимов — ударные (сентябрь — декабрь 2008)
- Алексей Климов — ударные (ноябрь — декабрь 2015)

## Другие проекты участников
В 2007 году Евгений Егоров принял участие в металл-опере «Эльфийская Рукопись: Сказание на все времена», исполнив роль золотого дракона Гилтиаса. А с декабря 2010 Егоров — вокалист Эпидемии, заняв вакантное место после ухода Максима Самосвата. В марте 2013 года Роман Валерьев был приглашён в качестве второго гитариста в группу Коrsика.

## Дискография

### Альбомы
| Название         | Участники                                         | Год выпуска |
| ---------------- | ------------------------------------------------- | ----------- |
| Сколько дорог... | Егоров/Валерьев/Саркисян/Колюхов/Горшков/Тавризян | 2009        |
| Жить, чтобы жить | Скиданенко/Валерьев/Колюхов/Горшков               | 2013        |
| Два диска        |                                                   | 2018        |

### Синглы, EP
| Название          | Участники                                             | Год выпуска |
| ----------------- | ----------------------------------------------------- | ----------- |
| Вместе победим    | Егоров/Валерьев/Полунин/Колюхов/Горшков/Тавризян      | 2007        |
| Имя твоё          | Егоров/Валерьев/Саркисьян/Колюхов/Ковалев/Тавризян    | 2010        |
| Неоновый цветок   | Скиданенко/Валерьев/Саркисьян/Колюхов/Горшков/Смирнов | 2011        |
| Серебряное Солнце | Скиданенко/Валерьев/Колюхов/Ковалев                   | 2015        |
| Только Вспомни    | Скиданенко/Валерьев/Колюхов/Ковалев                   | 2015        |

### Каверыпесен
| №  | Название                | Альбом                           | Год  | Автор          |
| -- | ----------------------- | -------------------------------- | ---- | -------------- |
| 1. | Колизей                 | A Tribute to Ария. XXV           | 2010 | Ария           |
| 2. | Стена                   | A Tribute to Чёрный Обелиск. XXV | 2012 | Чёрный Обелиск |
| 3. | Одиночество             | A Tribute to Мастер              | 2013 | Мастер         |
| 4. | Город, стоящий у Солнца | A Tribute to Маврин. XV          | 2013 | Маврин         |